# قره‌سو (بروجرد)
سیاب روستایی است در شهرستان بروجرد در استان لرستان. این روستا در دهستان شیروان در بخش مرکزی این شهرستان قرار دارد. بیشتر ساکنان این روستا از ایل بزرگ بیرانوند هستند 

## جمعیت
بنابر سرشماری مرکز آمار ایران، جمعیت این روستا در سال ۱۳۸۵، برابر با ۴۵۲ نفر بوده‌است که از این میان ۲۲۵ نفر مرد و بقیه زن بوده‌اند. 